# Luiz Gonçalves Knupp
Luiz Gonçalves Knupp (ur. 29 listopada 1967 w Mandaguari) – brazylijski duchowny katolicki, biskup Três Lagoas od 2015.

## Życiorys
24 kwietnia 1999 otrzymał święcenia kapłańskie i został inkardynowany do archidiecezji Maringá. Pracował głównie jako duszpasterz parafialny, był także ojcem duchownym archidiecezjalnych seminariów. 
25 lutego 2015 papież Franciszek mianował go biskupem diecezji Três Lagoas. Sakry udzielił mu 24 kwietnia 2015 metropolita Maringi - arcybiskup Anuar Battisti.